# Epepeotes basigranatus
Epepeotes basigranatus là một loài bọ cánh cứng trong họ Cerambycidae.